# 五城目八郎潟インターチェンジ
五城目八郎潟インターチェンジ（ごじょうめはちろうがたインターチェンジ）は、秋田県南秋田郡五城目町にある秋田自動車道のインターチェンジである。

## 概要
五城目町中心部と八郎潟町中心部の丁度中間に位置し、インターチェンジの構造はトランペット型で、料金所施設を含めたほぼ全体が五城目町にあり、出入口交差点だけ八郎潟町にある。

## 道路

### 本線
- E7 秋田自動車道（10番）

### 接続する道路
- 直接接続
  - 秋田県道15号秋田八郎潟線
- 間接接続
  - 国道7号
  - 国道285号

## 料金所
- ブース数：3

### 入口
- ブース数：1
  - ETC・一般：1

### 出口
- ブース数：2
  - ETC専用：1
  - 一般：1

## 周辺
- 湖東厚生病院
- 中羽立公園野球場
- 八郎潟
- 大潟村
- JR東日本奥羽本線八郎潟駅
- イオンスーパーセンター五城目店

## 隣
E7 秋田自動車道
(9)昭和男鹿半島IC - (10)五城目八郎潟IC - 八郎湖SA - (11)琴丘森岳IC